# Jungi-Rampur, Lingsugur
Jungi-Rampur là một làng thuộc tehsil Lingsugur, huyện Raichur, bang Karnataka, Ấn Độ.